# بمب‌گذاری ۲۰۲۰ آفگویه
در تاریخ ۱۸ ژانویه ۲۰۲۰ در یک بمب‌گذاری خودروی انتحاری در آفگویه، در حدود ۳۰ کیلومتری موگادیشو پایتخت سومالی، منجر به کشته شدن ۴ تن و مجروح شدن حداقل ۲۰ تن شد.